# Суніса Клахан
Суніса Клахан (нар. 31 серпня 1986) — таїландська борчиня вільного стилю, срібна призерка чемпіонату Азії.

## Життєпис
Боротьбою почала займатися з 2005 року. У 2006 році стала чемпіонкою Азії серед юніорів.
Тренер — Джамсопон Суїд (з 2005).

## Спортивні результати на міжнародних змаганнях

### Виступи на Чемпіонатах Азії
| Змагання                       | Збірна  | Вагова категорія          | Місце  |
| ------------------------------ | ------- | ------------------------- | ------ |
| Чемпіонат Азії з боротьби 2007 | Таїланд | жіноча боротьба, до 48 кг | Срібло |
| Чемпіонат Азії з боротьби 2008 | Таїланд | жіноча боротьба, до 48 кг | 5      |

### Виступи на інших змаганнях
| Змагання                          | Збірна | Вагова категорія          | Місце  |
| --------------------------------- | ------ | ------------------------- | ------ |
| Гран-прі Туркуена з боротьби 2011 | КНР    | жіноча боротьба, до 72 кг | Золото |
| Тестовий турнір FILA 2011         | КНР    | жіноча боротьба, до 72 кг | 7      |

### Виступи на змаганнях молодших вікових груп
| Змагання                                     | Збірна  | Вагова категорія          | Місце  |
| -------------------------------------------- | ------- | ------------------------- | ------ |
| Чемпіонат Азії з боротьби серед юніорів 2005 | Таїланд | жіноча боротьба, до 48 кг | 6      |
| Чемпіонат Азії з боротьби серед юніорів 2006 | Таїланд | жіноча боротьба, до 44 кг | Золото |